# Hooverball

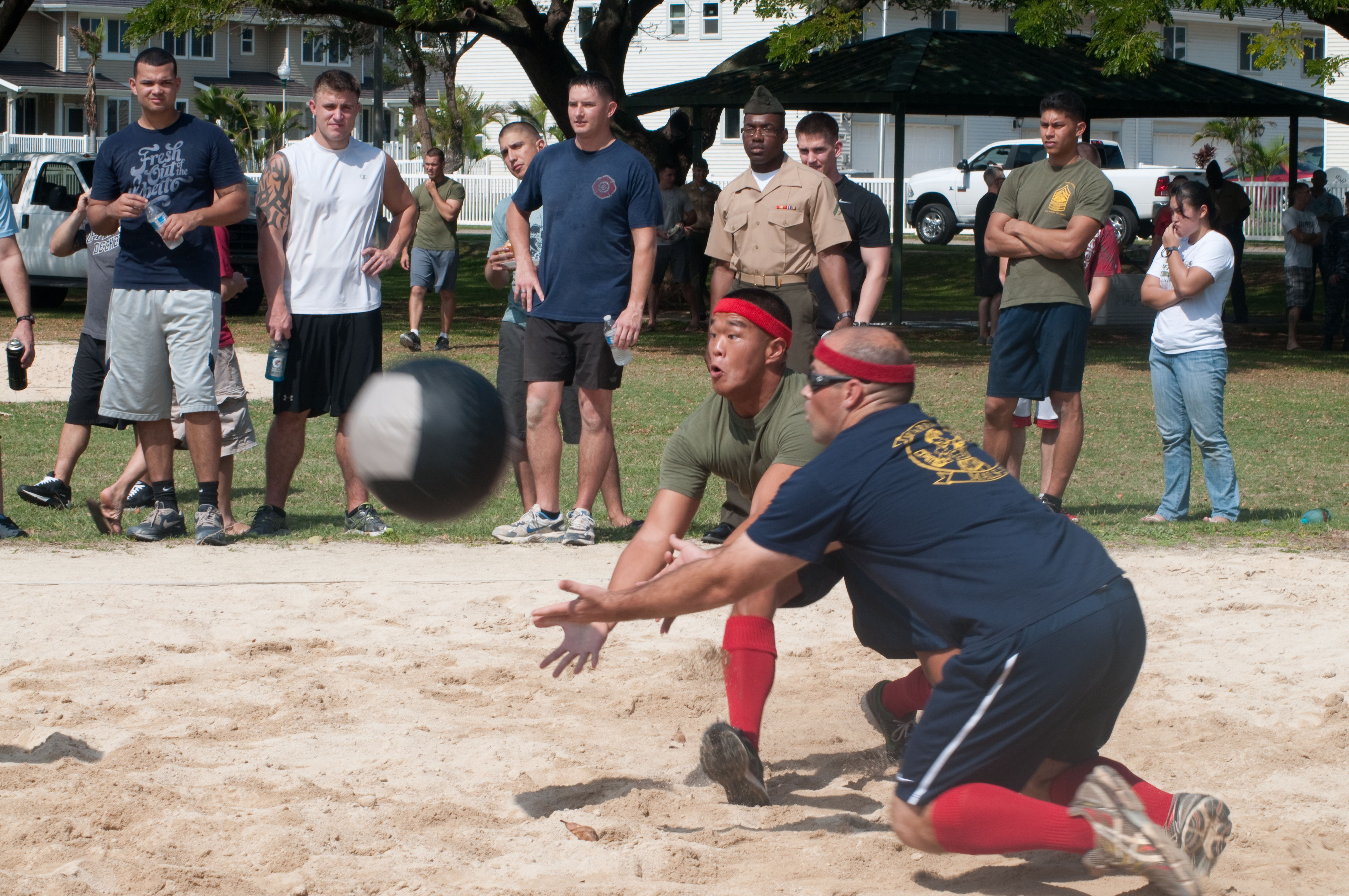
Marines jugando al Hooverball

El hooverball es un juego con un balón medicinal que fue inventado por el médico privado del presidente Herbert Hoover para ayudar a mantener al entonces presidente Hoover en forma. El Hoover Presidential library Association y la ciudad de West Branch, en Iowa organiza como coanfitrión cada año un campeonato nacional.
En general, el juego se juega en una cancha de voleibol de hierba o arena y consiste en lanzar un balón medicinal por encima de la red. Oficialmente, en Hooverball el balón medicinal pesa alrededor de 6 libras (2,7 kg) y se lanza por encima de una red de 8 pies (2,4 m) de alto, esta red es como las de voleibol. Los puntos son los mismos que se usan en el tenis. La pelota es atrapada y lanzada al campo contrario. El peso del balón medicinal puede hacer que el deporte sea muy exigente físicamente.
Fuera de Lowa, el deporte ha ganado interés y se ha extendido debido a los que practican CrossFit por todo el mundo. Un grupo en Baltimore realiza un torneo cada primavera.

## Historia
Hooverball se originó a partir de un juego que se llama bull in the ring,  un popular juego jugado por los marineros en los buques de la armada. Se jugaba con una pelota suave y pesaba 9 libras (4 kg). La persona que se ponía en el centro del círculo se llama el toro. La red era 8,5-9 pies (2,6 a 2,7 m) de alto y 30 pies (9,1 m) de ancho...

## Reglas
Las reglas por lo general varían un poco dependiendo de donde se juegue, pero las reglas tradicionales son las siguientes:
1. Los puntos se anotan cuando un equipo no coge el balón antes de que toque el suelo, no devuelve el balón por encima de la red o devuelve el balón por fuera de los límites.
2. Para sacar, se tiene que lanzar el balón desde la línea de fondo.
3. Un equipo saca hasta que pierda un ponto y saca el equipo contrario. Los equipos se alternan el saque después de cada juego.
4. El balón debe ser cogido y lanzado de inmediato desde el sitio de donde fue agarrado. No se puede correr para lanzar el balón ni pasar a otro compañero.
5. El equipo se divide en dos, que se colocaran unos delante de la red y otros detrás de sus compañeros. Un balón que llega a los jugadores pegados a la red y es capturado, deben de lanzar el balón a la zona más alejada de la red. Si el balón no alcanza la distancia, el oponente recibe el punto.
6. Un balón que toca la línea de fondo se considera un buen lanzamiento y por lo tanto un punto.
7. Un jugador que atrapa el balón fuera del campo de juego, o al agarrar el balón la inercia del mismo lo ha sacado fuera, puede regresar al interior de la pista antes de lanzarlo.
8. Una pelota que entra en su camino a través de un balón vivo. (Si fue lanzado fuera del campo de ataque, se debe llegar a la corte de nuevo el rival a ser bueno)
9. Los equipos pueden hacer cambios cuando el balón está parado.
10. Las mujeres sacan desde la línea de mitad de cancha.
11. Las mujeres pueden pasar a una compañera antes de lanzarla al campo contrario.
12. Las mujeres pueden devolver la pelota a cualquier zona de la cancha del oponente.
13. Es necesaria una buena deportividad. Los puntos no se disputa, se juegan.

## Ultimate hooverball
1. Si hay más de cuatro jugadores en cada equipo, debe haber dos balones medicinales en juego en todo momento.
2. Reglas de lanzamiento de Hooverball: Si la pelota es atrapada en la parte delantera de la cancha, debe ser devuelto lanzada con un solo brazo. Si la pelota es atrapada en el medio fondo de la cancha, la pelota debe ser devuelta con una o dos manos, al campo contrario.
3. Al agarrar la pelota, los pies del jugador deben permanecer firmemente en el suelo. Si no es así y da un paso, ese jugador es descalificado de esa ronda, y debe sentarse el resto de ese partido,  dando ventaja al equipo contrario
4. Todavía se aplican todas las reglas originales.
5. Las mujeres pueden dar un paso sin ser descalificado.

## Tipos de tiros
Hay muchas maneras diferentes de obtener la pelota sobre la red. Tanto el control y la fuerza son importantes para un buen tiro, y se pueden alcanzar simultáneamente con la técnica apropiada. La técnica apropiada requiere el uso de todo el cuerpo al lanzar el balón medicinal, no sólo de los brazos.
1. Giro del cuerpo: El jugador tiene la pelota con las dos manos un poco por debajo de la cintura. A continuación, el jugador debe doblar las rodillas ligeramente. Para hacer el tiro, el jugador gira el tronco y al mismo tiempo empuja con sus piernas y lanza con sus brazos. Esto puede ser un lanzamiento rápido.
2. Sobre la cabeza : El jugador da la espalda a la red y tiene la pelota en la cintura con las dos manos. Entonces, el jugador debe flexionar las rodillas ligeramente. Para hacer un saque de banda, el jugador utiliza su espalda, así como los brazos y lanza la pelota sobre su cabeza. Esta es la mejor manera para que un jugador con menos experiencia y menos fuerza pueda lanzar cómodamente.
3. Trebuchet : Este es un tiro más avanzado, es muy eficaz. El jugador tiene la pelota en una mano, con el codo flexionarlo, para luego proyectarlo llegando a extender totalmente el codo.
4. Pico: Este tiro se puede utilizar cuando la pelota es atrapada en la mitad delantera de la cancha. Aquí la idea es que el jugador tiene que saltar tan alto como sea posible y lanzar el balón a la mitad de la cancha contraria. Para que se realice el tiro, el jugador tiene que colocar la pelota sobre su cabeza , saltar y lanza la pelota sobre la red. La clave para marcar un punto es lanzarla lo más rápido y fuerte posible contra el suelo. El jugador no quiere un tiro parabólico, sino un tiro directo al suelo para marcar punto con la mayor rapidez posible y evitar que los oponentes puedan coger el balón.

## Estrategia
Hay muchas estrategias que se utilizan cuando se juega Hooverball.
- Los jugadores más experimentados o con mayor fuerza pueden amagar un tiro al fondo de la red, pero finalmente hacen un tiro directo al suelo y cercano a la red del campo contrario, Si se hace correctamente, los oponentes van corriendo al fondo de la pista y cuando se quieren dar cuenta no les da tiempo a llegar a por el balón que han lanzado cercano a la red.

- Picking: consiste en lanzar el balón siempre al más débil para conseguir agotarlo obligándolo a perder el punto. Esto da lugar a que no se pueda ver un buen partido. Es un juego sucio, sin embargo, y mal visto.

- Lanzar siempre hacia el mismo lado el balón para crear un hueco en un lado de la pista y finalmente marcar punto en ese lado de la pista.

- Mantener alejado: el corazón de esta estrategia es mantener el balón lejos de las manos del miembro más fuerte del equipo contrario . Por lo general, la persona más fuerte va a jugar en el centro, así que la idea es lanzar a los lados y las esquinas a los otros dos jugadores , asumiendo que son más débiles.